# Mega Mix
Singles de Milli Vanilli
All or Nothing
(1990) Keep On Running
(1990)
 Mega Mix est une chanson enregistrée par Milli Vanilli. Elle a été libérée en 1990. 
Cette chanson fut diffusée pour soutenir l'album The Remix Album et ne figure même pas sur l'album. Il s'agit du dernier Single publié par  Arista sous le nom de Milli Vanilli.